# 17-11-70
| 전문가 평가   | 전문가 평가 |
| 평가 점수     | 평가 점수   |
| 출처          | 점수        |
| ------------- | ----------- |
| AllMusic      | [ 1 ]       |
| Rolling Stone | (not rated) |

《17-11-70》(미국에서는 《11-17-70》으로 알려져 있다)은 영국의 싱어송라이터 엘튼 존의 첫 번째 라이브 음반이다.

## 배경
이 녹음은 1970년 11월 17일 라디오 생방송에서 녹음된 것으로, 이 음반의 제목이다. 존에 따르면, 라이브 음반은 결코 발매로 계획되지 않았다고 한다. 그러나 존의 프로듀서인 거스 더전에 따르면, 이 방송의 녹음은 농구 선수들 사이에서 인기를 끌었고, 결국 음반사가 음반으로 발매하게 되었다고 한다. 딕 제임스 뮤직이 선정한 48분이 아닌 전체 60분짜리 공중파 출연진의 동부 주류 밀매자가 발매한 것이 라이브 음반의 미국 판매량을 크게 줄였다고 한다. 그러나 전체 콘서트는 80분간의 정사였고, 전체 콘서트가 포함된 더블 LP는 60분밖에 들어 있지 않은 것에 비해 더 흔했다. 오리지널 음반의 연성 판매에 기여한 또 다른 요인은 당시 시장에서 엘튼 존 제품의 과잉 공급일 수 있었다. 존은 또한 라이브 LP가 발행되었을 때 2개의 정규 스튜디오 음반(《Elton John》과 《Tumbleweed Connection》)과 영화 사운드트랙(《Friends》)을 발매했다. 그럼에도 불구하고 100위 안에 동시 진입한 것은 존의 네 번째 기록으로, 그는 비틀즈 이후 처음으로 이 기록을 세웠다.
뉴욕시 라디오의 오랜 성격인 데이브 허먼(음반의 시작과 끝에서 들을 수 있는 사람)에 따르면 엘튼 존은 공연 도중 어느 순간 손을 베었고, 공연이 끝날 무렵에는 피아노 건반이 피로 범벅이 되었다고 한다.
존과 그의 밴드는 라디오 방송 중에 13곡을 공연했다. 원래 음반에는 6곡만 수록되어 있었는데, 일곱 번째 곡인 〈Amoreena〉는 1996년 발매된 CD 재발매에 보너스 트랙으로 등장했다. 나머지 6개 공연은 2017년까지 공식적으로 발표되지 않은 〈I Need You to Turn To〉, 〈Your Song〉, 〈Country Comfort〉, 〈Border Song〉, 〈Indian Sunset〉, 〈My Father's Gun〉 등이 남아 있었다.
존은 여러 인터뷰에서 이 녹음이 그의 최고의 라이브 공연이라고 믿는다고 말했다. 그는 또한 이 음반을 드러머 나이절 올슨과 베이시스트 디 머리의 음악성을 위한 훌륭한 쇼케이스로 꼽았다. 1972년 《Honky Château》가 발매되기 전까지 멤버가 되지 않을 기타리스트 데이비 존스톤의 등장에 앞서 존의 라이브 밴드가 어떤 사운드를 냈는지를 공식적으로 보여주는 유일한 사례이기도 하다.

## 곡 목록
모든 곡들은 특별한 언급이 없는 한 엘튼 존과 버니 토핀에 의해 작사/작곡하였다.

### 오리지널 LP 음반
| #  | 제목                                        | 재생 시간 |
| -- | ------------------------------------------- | --------- |
| 1. | 〈Take Me to the Pilot〉                    | 6:43      |
| 2. | 〈Honky Tonk Women (믹 재거, 키스 리처즈)〉 | 4:09      |
| 3. | 〈Sixty Years On〉                          | 8:05      |
| 4. | 〈Can I Put You On〉                        | 6:38      |

| #  | 제목                                                                                       | 재생 시간 |
| -- | ------------------------------------------------------------------------------------------ | --------- |
| 1. | 〈Bad Side of the Moon〉                                                                   | 4:30      |
| 2. | 〈Burn Down the Mission - My Baby Left Me (아서 크루덥) - Get Back (존 레논, 폴매카트니)〉 | 18:20     |